# Первые Пожилинские Выселки
Первые Пожилинские Выселки — деревня в муниципальном образовании город Ефремов Тульской области.

## География
Находится в юго-восточной части Тульской области на расстоянии приблизительно 11 км на запад-юго-запад по прямой от города Ефремов, административного центра округа.

## История
В 1926 году здесь было учтено 47 дворов.

## Население
Постоянное население составляло 267 человек (1926 год), 6 (русские 100 %) в 2002 году, 7 в 2010.